# グッチ裕三 日曜うまいぞぉ!
グッチ裕三 日曜うまいぞぉ!（グッチゆうぞう にちよううまいぞぉ!）は2010年4月11日から2013年3月31日まで、文化放送で放送されていたラジオ番組。

## 概要
食へのこだわりや料理の魅力、そして音楽を2大柱に、旬のスポット、エンターテイメント、新商品などの情報を散りばめながら語る番組である。2010年3月まで放送していた「グッチ裕三 火の玉コック!」と「グッチ裕三の今日もうまいぞぉ!」を統合した形となっている。
2013年4月7日より、新番組「ピピッとサンデー Waku Waku Mix」が放送開始となることに伴い、番組の終了が決定。同年4月1日より、月曜夜に「グッチ裕三 今夜はうまいぞぉ!」がスタートすることになった。
2013年3月31日放送の最終回は、歴代アシスタントの内藤聡子と高橋佳子も出演した。

## 出演者
- パーソナリティ

グッチ裕三
- パートナー

井森美幸（2012年4月8日 - ）
- アシスタント

石田絵里奈（文化放送アナウンサー(当時)。2013年1月6日 - ）
- ニュースアナウンサー

砂山圭大郎（文化放送アナウンサー。2013年1月20日放送分は石田が休暇のため、アシスタントを務めた）

## 過去の出演者
- アシスタント

内藤聡子（2010年4月11日 - 2012年4月1日）
- レポーター

高松あい（2010年4月11日 - 2011年10月2日　結婚のため、降板）
守永真彩（2011年10月9日 - 2012年4月1日　レギュラー降板後も時折、中継レポーターとして出演）
高橋佳子（2012年4月8日 - 12月30日　妊娠、出産準備のため、降板）

## タイムテーブル
- 13:00

オープニング
グッチ裕三、井森美幸、石田絵里奈の3人によるトークの後、コーナー紹介と、その週の投稿テーマが発表される。
BGMは、ジョニー&ハリケーンズの「Red River Rock」が使われている。
なお過去には、スティーヴィー・ワンダーの「太陽のあたる場所 (A Place in the Sun)」、
ザ・ラスカルズの「Groovin'」、コーナー紹介では、ヴァン・ヘイレンの「ジャンプ」も使用していた。
- 13:10

YUZO JUKE BOX
グッチ本人が選んだ曲が毎回3〜4曲ほどオンエアされる。
洋楽の場合、曲の間奏で、グッチがその曲の日本語訳を読むのが通例である。
- 13:30

サンデーファンキーレポート
石田絵里奈が担当するコーナー。
街頭やイベント会場からの中継を行ったり、季節の風物詩に関するクイズを出題する。
- 14:00

グッチ裕三 アフタヌーン ラウンジ
ゲストコーナー
- 14:35

グッチ裕三 火の玉クッキング
クッキングスタジオ「火の玉スタジアム」において、グッチと井森による料理コーナー。
- 15:00

井戸端スタジオ
チャンプスの「テキーラ」に乗せて、リスナーからのメールやFAXを紹介する。これはダラダラとトークしないように、緊張感を保つためである。
トークの間、曲中の「テキーラ!」のところだけは一緒に叫ばなければいけない、というルールがある。
- 15:25

うまいぞぉ SCREEN ALBUM
リスナーの思い出の映画音楽をエピソードと共に紹介するコーナー。
- 15:35ごろ

競馬うまいぞぉ!
発走時間の関係で、コーナーの時間が変更になることがある。
- 15:47ごろ

ユッダ裕三の食べ物占い
競馬の発走時間が遅くなる場合、競馬うまいぞぉ!より前に放送される。
- 15:53

エンディング

## 過去のコーナー
- 宏子先生の動物クリニック（2010年4月11日 - 2012年12月30日）

コーナーに入る前に、グッチ扮する小型犬の「ゆうぞう子ちゃん」と井森によるショートコントが挿入されていた。